# Лейси, Дженнифер
Дженнифер Ли Лейси (англ. Jennifer Lee Lacy; род. 21 марта 1983 года в Куинсе, Нью-Йорк, штат Нью-Йорк, США) — американская профессиональная баскетболистка, выступавшая в женской национальной баскетбольной ассоциации. На драфте ВНБА 2006 года не была выбрана ни одним из клубов, однако ещё до старта очередного сезона подписала соглашение с командой «Финикс Меркури». Играла на позиции лёгкого форварда.

## Ранние годы
Дженнифер Лейси родилась 21 марта 1983 года в Куинсе, крупнейшем по территории боро Нью-Йорка, дочь Ли Лейси, бывшего игрока МЛБ, у неё есть два брата, Эрик и Майкл. Ещё в детстве её семья перебралась в городок Агура-Хиллз (штат Калифорния), там она училась в одноимённой средней школе, в которой выступала за местную баскетбольную команду.